# کابرینی
کابرینی (به انگلیسی: Cabrini) یک فیلم زندگی‌نامه‌ای آمریکایی محصول ۲۰۲۴ به کارگردانی آلخاندرو مونته‌برده است که فیلم‌نامه آن را با راد بار نوشته‌است. این فیلم به شرح زندگی مبلغ مشهور کاتولیک رومی فرانچسکا ساوریا کابرینی می‌پردازد که در برابر کوشش‌های خیرخواهانه و تجاری خود در شهر نیویورک با مقاومت روبرو می‌شد. این فیلم جنسیت‌گرایی و ایتالیایی‌ستیزی را که کابرینی و دیگران در شهر نیویورک در اواخر قرن نوزدهم با آن مواجه بودند، بررسی می‌کند.
این فیلم در ۸ مارس ۲۰۲۴ در ایالات متحده منتشر شد. نظر منتقدان به این فیلم مثبت بود.

## بازیگران
- کریستیانا دل‌آنا در نقش فرانچسکا ساوریا کابرینی
- دیوید مورس در نقش اسقف اعظم کوریگان
- جانکارلو جانینی در نقش پاپ لئون سیزدهم
- جان لیسگو به عنوان شهردار گولد
- رومانا ام. ورگانو در نقش ویتوریا
- رولاندو ویلازون در نقش دی سالوو
- فدریکو کاستلوچو[۸]

## تولید
فیلمبرداری اصلی در تابستان ۲۰۲۱ در غرب نیویورک با مکان‌هایی در بوفالو، نیویورک و آبشارهای نیاگارا آغاز شد. تولید در اواخر همان پاییز به رم، ایتالیا منتقل شد.